# 善永寺 (大田区)
善永寺（ぜんえいじ）は、東京都大田区にある浄土真宗本願寺派の寺院。

## 概要
建長年間（1249年～1256年）、善鸞によって開山された。元々は現在の高輪に位置していたので、山号が「高輪山」となっている。宗派は浄土宗鎮西派だった。
慶長年間（1596年～1615年）、西本願寺の准如が当寺に泊まったことを契機に浄土真宗（浄土真宗本願寺派）に転宗した。その後、西本願寺が浜町御坊（後の築地本願寺）を建立すると、1617年（元和3年）に浜町御坊の寺中に入った。その後昭和初期までは、築地本願寺とともに歴史を歩んだ。
1923年（大正12年）の関東大震災で焼失し、1930年（昭和5年）に築地本願寺から分かれて現在地に移転した。

## 歴史

### 開基　慈信房善鸞
当寺由緒書(龍谷大学図書館蔵)によれば建長年間(鎌倉中期約770 年前)親鸞聖人の第三子(長男または二男)善鸞が品川髙輪台に創立、髙輪山善永寺と称したのに始まる。 『本願寺通記』第五巻歴代宗主伝の善鸞の項に 「仮名は宮内卿、遁世して慈信房と号す、高祖の第三子なり、即ち庭訓を蒙り頗る浄教に霑う、 かって使命を奉じて関東に弘化す。然るに宗教にそむくこと有るを以て法を嗣ぐことを得ず。」 とあり、その子の如信上人が本願寺第二祖を嗣いでいる。但し真宗10 派の中、山本派と出雲路派の本山では善鸞を第二祖としている。 
建暦2(1202)年生れ、弘安9(1286)年3月6日、奥州大網にて逝く。 善鸞と如信上人終焉の地、奥州大網の常瑞寺は、祥しくは、善永院常瑞寺と称している。 『本願寺通記』は山科連署記を引用して「善鸞入道して善永寺という。今江戸築地別院境内に善永寺有り。或は遺跡の移転を伝うるものなり」とある。 善鸞は本願寺より敬遠されているが、次の最須敬重絵詞や慕帰絵詞等を見ると、あながちそれは当らないように感ぜられるものである。
最須敬重絵詞第五巻第十七段に 「大和尚位(勘解由小路宗昭)鎌倉をすぎ給ひけるに、おりふし守の殿(善鸞)の御浜出でとて、 ひそめきさわぐを見給ひければ、塔の辻より浜際まで数多の勢、みちもよけやらずつづきたり。 その為体僧尼士女あいまじわり、たれぎねをたれてみな騎馬なるが二三百騎もやあらんとみえ たり。その中にかの大徳(善鸞)もくわはられけるが、聖人よりたまはられける無碍光如来の 名号のいつも身をはなたれぬを頸にかけ、馬上にても他事なく念佛せられけり。又常陸の國を とほり給ひけるにも、その比、小田の總領ときこへしは筑後の守知頼の事にや。かの人鹿島の 社へ参詣の時にも同道せられけるが、その時も、本尊の随身といひ騎中の称名といひ、関東の 行儀に少しもたがはず、両度ともに通りあひて御覧じ給ひければ、心中の帰法は外儀の軽忽に はたがはれるにやとぞの給ひしと云々。」 「(勘解由小路宗昭法師)常陸に村田といふあたりを折節ゆきすぎけるに、ただ今大殿(善鸞) の御浜出でとて男法師尼女たなびきて、むしといふ物をたれて、二三百騎にて鹿島へ参らせ給ふとておびただしくののめく所をとおりあひけり。大殿と号しけるも、辺土さながらかの堺なれば、先代守殿をこそさも称すべけれども、すこぶる國中帰伏のいたりにやと不思議にぞあざみける。かかる時も他の本尊をばもちゐず、無碍光如来の名号ばかりをかけて、一心に念佛せられけるとぞ。 下野國高田顯智房、京都五條西洞院の聖人の偶居にて、或冬の事なりけるに、爐辺にして対面ありて、聖人と慈信法師(善鸞)と、お顔と顔とをさしあわせ、御手と手ととりくみ、御額を指合て何事をか物を密談あり、其時しも顯智ふと参りたれば、両方へのきたまひけり、顯智大徳、後日法師に語示しけるは、かかることをまさしくまいりあひてみたてまつりし、それよりして何ともあれ、慈信御房も子細ある御事なりと云々。 (中略)彼慈信房おほよそは聖人の使節として坂東へ差向たてまつられけるに、真俗につけて、 門流の儀にちがひこそ振舞はれけれども、神子巫女の主領となりしかば、かかる業ふかきものにちかづきて、かれ等をたすけんとにや、あやしみおもふものなり。」慕帰絵詞第四巻善鸞は父親鸞と思想的に対立して義絶されたと伝えるが、上の史料からみると、善鸞の信仰は父親鸞のそれと異なるところがなかったことが知られる。 

### 髙輪時代
善鸞が高輪に当寺を創建、浄土宗鎮西派の流れを汲んで以来、慶長年間まで約 350 年の間は 当寺に記録がなく、他寺院の記録により知られるところをしるす。 品川区北品川に真宗大谷派の正徳寺がある。正徳寺寺伝によれば、元徳2(1328)年、後醍醐天皇の頃、善永房春応が品川八ツ山に真言宗善永寺を創立、大日山(八ツ山の古名)と号したが、 元亀2(1571)年現在地に移り、正徳2(1712)年、大谷派に転じて日夜山正徳寺と称する こととなったと伝えている。 八ツ山は髙輪と隣接の地であり、正徳寺の創建も当寺と何らかの関連があったことを思わしめるが、当寺由緒書によれば慶長 12(1607)年、当寺は髙輪に所在しているから、正徳寺の前身の善永寺は別寺のように思われる。或は正徳寺開基善永房春応が当寺より出たと考えることもできる。
『善福寺系嗣』(『本願寺教団資料 関東編』所収)によると 「第十五世善海、初めには善永寺住たりといえども、堯海改派退院の後、血脈の縁を以て移転して当寺住持となる。」
とあり、善海は 13 世祐海の弟であったが、14 世堯海が大谷派に改派してしまったので先住祐海はこれを隠居せしめ、復職したあと死亡し、その後善永寺住職となっていた弟の浄宗を呼び戻して改名して15 世を継がせているのである。 善永寺の浄土真宗への改宗は慶長年間であるが、この改宗の事情は、東西本願寺の分立、創設期の幕府と東西本願寺の政治的諸関係と密接な関連がある。 徳川家康が江戸に封を受けてから、本願寺は東西に分裂した。 戦国時代の本願寺は今の大阪城のところにあり、石山本願寺と称していたが、織田信長がこれを攻めて、石山戦争が 11 年も続けられた。信長は正親町天皇の勅を仰いで講和をはかり、当時の門主第 11 世顯如上人はこれに応じたが、息教如上人はこれに従わず戦争を継続した。顯如上人は紀州鷺の森に退いたが、信長再度の懇請に教如上人も、城明け渡しの止むなきにいたり、 父の許に退いた。信長は本能寺の変に歿し、豊臣秀吉の世となって、秀吉は本願寺に京都六條堀川の寺地(今の西本願寺の所)を献じ、建物を寄進して大いに庇護した。 教如上人は隠居の身となり本願寺の裏御殿に居住されたが、顯如上人の御往生後、一時本願寺第12 世門主を継いだ。ところが顯如上人の室如春尼は顯如の譲り状を持ち出して、本願寺の後継者は第三子准如であることを発表し秀吉に依頼して教如の隠居を迫った。 秀吉は教如に対して、10 年後に本願寺を弟准如に譲ることをすすめた。教如は応じなかったが、閏9月教如は秀吉の権威に屈して即時隠居するの余儀なきに至った。 長男であり、一且は本願寺を継いだのに、突如隠居の身となったものであるから、世間一般の同情が教如に集ったのは当然であり、家康父子は教如側であり烏丸六條、七條の寺地を寄進した。
『山科言経の日記』、慶長元年 12 月 13 日の條  「江戸中納言(徳川秀忠)隠居門跡信浄院(教如)へ茶湯に御出」
慶長 3 年 12 月 10 日の條に
「江戸内府本願寺隠居(教如)へ御出」 家康秀忠は教如を訪ねているが准如の許へは来ていない。
4年正月 10 日の條によると准如の本願寺へ
「江戸内府、当春御出有るべき由」 
であったが、其後家康来訪の記事が見えないから、遂に沙汰やみになったものか、家康の准如 に対する感情を示しているものと見て差支えない。
慶長 5 年 8 月、家康の奥州出陣に教如は家康を陣中に見舞ったが、准如は石田三成の命に応じて、奥州下向の途中、三河岡崎から引き返して遂に家康に礼をつくさなかった。 更に9月の関ケ原の合戦に本願寺の家臣下間某が豊臣方として参加した事、及び大垣城に鉄砲玉薬を送った事、或は豊臣側の安國寺恵瓊を寺内の端坊明勝が隠匿したこと等は、家康の心証を害したものの如く、ために准如は 10 月2日家康を大阪に訪ねて、百方弁解を試みたが、そ の結果 11 月 19 日の條に 「一、西御坊より本門跡内府へ御礼相済の由これあり、去月二日より大坂なり、相調之由申承了」 とあるから家康の諒解を得るためにかなりの日数を要したらしい。 其後も教如は家康の庇護を得て、益々発展の一路を辿ってゆく。 従って、ここ江戸に於ける教如の東本願寺の坊舍は既に慶長見聞集の記事となっているほどであるに反し、西本願寺の支坊浅草御堂(浜町御坊)の創建を見たのは、実に家康薨去の翌年 元和3年であった。 准如は徳川氏の同情を得ていなかったため江戸下向の途中品川まで来ても府中に入ることを 阻まれたこと二度、三度目にやっと府内に入ることが出来た。
『善永寺由緒書』によれば 「中古俊光院様(信光院―准如)将軍家へ御対顔の為御参向遊ばされ候節、御府内多分裏方(大谷派) に相成り、余残の輩、御末寺も公辺の御首尾如何と怖れ、御旅館仰付らるべき寺も相見え申さずに付、拙寺に御滞留遊ばされ、真宗の奥儀御教化遊ばされ候へば、時の寺務浄宗、古徹を改め、御末寺に相成り、 是より浄宗種々心を尽し相働き、公辺の首尾相調え、 御対顔も相済み、御満悦の余り、数多の法物下し置かれ候・・・」
准如上人が将軍家御対面のために江戸に下向されたが、江戸の浄土真宗の寺院はほとんど東に転派しており、 また幕府の意向をおそれてお宿するところもなかった。こうして品川髙輪の善永寺に滞留された准如上人は、ここで浄土真宗の奧儀を御教化されたので、時の住職善永寺浄宗は浄土真宗本願寺派に改宗し、准如上人のために働き、幕府に働きかけて、将軍家への対顔も無事に相済んだ。准如上人も大いに喜ばれて、多くの法物を下され更に院家も許されようとされたが辞退して、内陣列座を許された。
『木仏之留』には
「釋准如
慶長七年  九月十六日
願主善永寺釋浄宗  右之木仏者アサフ善福寺門徒武州江戸善永寺依望之令免者也」
との記載がある。この時期麻布善福寺末、または門徒として江戸勧勝坊、三島善教寺、江戸称揚寺と共に木仏之許可を得ている。ということは善永寺の浄土真宗本願寺派への改宗は慶長 7(1602)年9月以前と思われる。 改宗によって浄土真宗本願寺派善永寺が設立され、浄宗が初代住職となった。前述の善海は 浄宗と同一人物とみられるが、慶長 13 年頃麻布山善福寺 15 世住職に戻り、その長女は善永寺第2世善教の内室となった。善教は相州長井長德寺四世住職で誓念と称していたが浄宗の後任 として善教と名乗り第2世となった。 

### 浜町御坊創建
西本願寺の江戸における支坊は浜町御坊を以て最初とする。元和3(1617)年、善永寺第2 世善教は品川の寺地を上地して、横山町二丁目南側に浜町御坊(浅草御堂)の創建に尽力し、落成と共に寺中として移転した。
新井白石の『白石紳書』には 「西本願寺のかけ所は、善養寺と云う一向僧、東の寺建立を見て、公へ願ふて取立たる也」と 記している。当時真宗に善養寺なる寺は存在しないから、寺伝と合わせ考えると、紳書の善養寺は善永寺のことと思われる。
幕府に上地した旧髙輪の境内地は、その所在が不明である。 東海寺地内時雨寺住職であり、早稲田大学文学部長をされていた伊藤康安氏は、港区髙輪三丁目の東禅寺が、約三百年前に赤坂霊南坂より幕命によって移転したことを指摘され、旧善永寺境内地がここであったのではなかろうか、また東禅寺の庭は移転以前よりのものであると申されている。時期的にみて考えられることである。雑誌「大法輪」の記事中にも、東禅寺の庭は東京でも唯一の京都式の庭であるといっているが、善鸞の後継者が京都より庭師を呼んで築庭したことも考えられる。善永寺の境内には、善鸞当時三百騎が始終集っていたといわれ、広大な寺地であったと想像されるが、東禅寺境内も三万坪であり、善永寺の跡地に幕命により東禅寺が移転したと考えても不都合ではない。 

### 築地時代
明暦3(1657)年1月18日、明暦の大火(振抽火事)のため、浜町御坊も寺中善永寺も残らず類焼、善教もこの火災で死亡したものと思われる。幕府は道幅拡張、町屋建築条令を出して復興に当った。御坊も当寺も横山町の跡地への復興を許されず、築地海辺に方百間の土地を与えられたので理立工事を起し、現在の築地本願寺の誕生をみたのである。当寺もこれに従って再度の移転を行なった。第3世教意の時代である。 築地に於て善永寺の位置は表門を入って左側であり、『本願寺通記」には、 「一に云わく、浜町に於ては、善永、妙延、称揚、実相四寺の敷地を合わせて御坊を創建す。 故に築地に移るに及んでは、その旧功を以て、表四箇寺となす。」 と い い、 浜 町 御 坊創建の功により、正面に位置を占め、「表四箇寺」 と称したと伝えて いる。 第3世教意の時、寛文3(1663) 年武蔵野西久保新田村に善永寺下屋敷を作った。ここは善永寺門徒高橋八郎兵衛の所持する土地であったが、子孫が断絶したので、永代祠堂として寄附されたものである。同年2月15日、寺地五反の除地が許され、それより留守居一名を派遣し、寺僧を通わせてこの地域の教化に当った。
第4世教空 ・ 第5世超周 ・ 第6世教瑑についてはその所伝を欠いている。第7世教伝は享保 19(1734)年3月 14 日、養子として入寺、住持を相続している。 第8世教識は甲斐新倉正福寺より入寺し、幼時より教伝の養子とされたようである。十七才 で得度、宝暦8(1758)年3月 17 日住持を相続した。 教識は善永寺中興と仰がれる方、安永6(1776)年、善永寺の院家列座が許されている。現 在龍谷大学図書館にのこる『善永寺由緒書』は、院家昇進の願いに附したものであり、同年7月7日、これが承認されている。
第9世乗識は中興教識の子であるが、住持相続後僅か 一年で歿し、天明3(1783)年4月、麻布山善福寺 21 世臨泉院法海の息清識が善永寺第 10 世として住持を相続した。同年9月26日には江戸御坊(築地別院)よりの出火で、寺中57ヶ寺すべて類焼している。新住職に とってその再建は容易なものではなかったと思われる。 最初の室は8世教識の娘で、天明6(1786)年、逝去の後、 善福寺の娘を室とした。 寛政2(1790)年、武蔵野西久保新田善永寺下屋敷 に寺号の許可を求め、源正寺の設立が許可された。 
「一札之事
一、就御当家御代々之御厚恩不浅被思召候
一、御公儀軽致間敷従御本寺被仰付御尤至極奉存候其趣堅相守可申候 
一、御公儀御法度之趣堅相慎可申候 
一、右御通寺之儀ニ付候ては浄土真宗之御寺法勿論御本寺ヨり、御下知疎略仕間敷候事 
一、山林竹木ハ不及申惣而御境内大切ニ可仕候事 右之條々相守対御本寺不儀之義急度仕間敷候仍而誓状如件
寬政元乙酉年三月六日
西久保村 
御下屋敷
源 正 寺 印   名主  紋 左 衛 門 印     権 左 衛 門 印     半 兵 衛  印     傳 兵 衛  印
築地 善永寺様」『善永寺文書』 
第 10 世清識は文化 12(1815)年、江戸御坊取締を命ぜられた。文政元(1818)年、隠居し、難思院の院号を賜わり、子英識に住持を讓った。第 11 世英識は文政9(1826)年、弟鏡識(第12世)に住持を継がせ隠居したが、鏡識は間もなく文政12 (1829)年正月に歿している。
この年3月21日、神田佐久間町より出火、江戸大火となり、 築地の全寺院類焼し、当寺は無住中のこととて諸財焼亡してしまった。
天保2(1831)年12月、第13世住職となった浄識(10 世 清識の子、英識の弟小石川称名寺の養子となっていたらしい)は 本堂再建に奮闘し、且つまた築地御坊再建費の内、金壱千両を両院家(善永寺 550 両、光明寺 450 両) で負担している。
天保5(1834)年正月、漸く本堂、書院等の建築も落成をみたが、 忽ち2月10日丸の内松平伯耆守邸より出火、再び烏有に帰してしまった。
第14 世永識は越後国頸城郡田海村、西蓮寺の二男で、第 13 世浄識逝去の後、弘化2(1845)年 10 月、養子として入寺、住 持を相続した。(一位を称す) 当代も度重なる天災により災禍を蒙っている。安政2(1855) 年 10 月2日、江戸大地震により大破した後、翌安政3(1856) 年8月 25 日大暴風雨に見舞われている。復興に檀信徒と共に努力した永識が文久2(1862)年6月歿して後は、無住となり、 麻布山善福寺御連枝宝華院殿の舎弟祇麿を養子として育てたが、 明治維新となり、10才の小児の住持相続は不能となったため、 明治2(1869)年4月 13 日、祇麿を善福寺に返している。 

### 明治・大正時代
明治2(1869)年6月、越中国新川部若粟村真照寺より養子として入寺、第 15 世住職を継いだ髙輪円隆を中心として、新らしい時代に即した布教活動が目覚ましく展開された。明治5(1872)年2月 25 日、 会津藩兵屯所より出火、当寺はまたもや全焼、その後復興と共に、明治 13(1880)年9月 13 日、善永寺女人教会を設立した。本願寺派仏教婦人会の中で最初のものだった。(『仏教婦人会 150 年史』より) 15 世円隆、同室園林院の努力は園林院と前田候爵家との縁を基盤として上流社会の婦人の聞法の寄合 を設けた。会長は伯爵小笠原善照院、二代目会長は同豊子、会員としては清浦伯夫人、三井家夫人、有島武郎母堂其他であって、明治 40 年5月4日より同 6 日まで勤修した善永寺の宗祖六五〇回大遠忌法要に同女人教会から寄贈された打敷裏面には次の寄贈会員の氏名を見ることが出来る。
小笠原豊子  清浦民子   長岡すみ子  安廣愛子(満鉄総裁夫人) 江守系子 江口千代子  岩谷満寿子(岩谷松平夫人)  村上琴子   杉谷栄子  中村さき子 吉武ちか子  黒部つね子  鈴木鏡子   阿部多け子  徳根きし子 鷲見乃ゑ子 林 ゆう子  会津千津子  前田千津子  北代なを子  村松とき子 大垣花子 秋田きよ子  國松ふみ子  高島とき子  鬼塚うの子  江守柳子  島田けい子 黒川政子 児玉芳子(吉田松陰の妹)   花田春子   竹内もと子  板倉てつ子 小笠原つる子 高安つね子  野村花子
明如上人は当寺女人教会に、明治 16 年 10 月 25 日、別掲御消息を下されている。まことに親近感に溢れたものである。 
『善永寺女人教会御消息』
「それ佛法に無量の門あり、いずれより入るとも同じく證に至るべし。その中に聖道の諸数は 末法の今は証しがたし、就中女人の身は男子にまさりて五障の罪おもく三従の障ふかくいつれの經説によるとも永不成佛ときらはれ女人非器とすてられたり、されば如何なる舟師に値遇し てか生死の苦海をわたるべきや。たまたま法華仁王等の經に得益をあらわせともこれ頓悟の上機にして智慧利根ととき、あるいは権化の人といえり、あに下根下機の女質ならんや、倩女人のありさまを見れば、老いたる人は頭には三冬の雪をいただき腰には四物の弓を張れども猶ね たき心たけだけしく又若き入は朝には明鏡にむかひて青黛の粧をつくろひタには衣裳にたきも のして馨香の甚しからことを思ひ花よとめでこし程に隙ゆく駒のあがきはやくして、多くの年 月をわたりつつ、竟に人間の果報盡きて名残おしくも此世をすてて、みも知らぬ死出の山路に 行なやみ、柳の髪のらふたけなるも焦熱極焦熱の炎にとかされ、花の貎ばせのあでやかなるも、 紅蓮大紅蓮の氷にとぢられなむ、あさましといふもおろかなり、かかる身ながら佛道を修行し 積功累徳の身となることを得んや、しかるに今いかなる宿緑のありけるにや、各他力往生の一 流をくみ、專修専念の行者となられ候ことよろこばしきことにて候、既に昨夏上京のみぎりに もしたしく申示し侍れとも、こたび文かきてよと乞はるるまま、つたなき筆を染て相承の安心 の趣申示し候得ば、能々聴聞あるべく候、抑祖師聖人の己證は、涅槃真因唯以信心にして善根功徳をつむにあらず妄念煩悩をとどむるにあらずただ一念帰命のたちどころに涅槃畢竟の真因 を領得するなり。なにのやうもなく、もろもろの雑行雑修自力の心をふりすててかかるあさましき女人をたすけんとて願も行も六字のうちに成就してたすけまします本願なりと信ずる一念 のたちどころに佛の方より往生は治定せしめたまひ心光摂護の大益を得、平生業成の安心に住 し唯能常称如来号、應報大悲弘誓思とあれば一期のあひだ、南無阿弥陀佛くと称名相續して、 かぎりなき佛恩を報謝せらるべく候、かくの如く弥陀回向の信心によりて生るべからざる真実報土の往生を安堵しぬる上はせめては今世ながらへの間は忠孝貞節の道をつくし子孫教育にを こたらず、無極の朝恩にむくひ心ひろく体ゆたかに命終らばこの臭皮嚢を捨て、精徴妙の形を得、 永離身心悩、受楽常無間の證を期せられ候やう希ふ所に候也。
明治 16 年 10 月 25 日  龍谷寺務 釋光尊 御判
東京有志女人 小寄中 」 
この御消息を拝しても、明治 15 年には御親教のあったことが知られる。
明治 21 年 10 月築地別院に令女教会が誕生したが、この結成に当っては善永寺女人教会々員が多く令 女教会々員を兼ねたもののようである。
第15世円隆は本山学林にて七年間修学、また嘉永元年より五年間、熊本順正寺司教律梁について修学した学僧で、明治5年少講義を拝命し、布教に努めた。また東京府下第一組組長、積徳教校副監、東京府下総組長を勤めている。明治29年6月11日、副住職板敷倫雄に住職を譲り隠居した。(明治37年助教を授けられている)第16世住職板敷倫雄は15世円隆の甥に当り、常陸国新治郡恋瀬村、板敷山正行寺(後に大覚寺と改む)住職板敷円性(髙輪円隆の弟、富山県新川郡若栗村真照寺川崎蔵界、三男)正行寺は円性の弟、公亹を養子として継職させ、上京して善永寺副住職を勤めていたものである。室よしは神奈川県三浦郡吉井村 法善寺、吉氷爾擬の長女で、板敷籍に入籍上京して倫雄と共に善永寺にあり、第 16 世坊守となった。 明治 33 年7月 22 日、16 世住職板敷倫雄 40 才を以て往生を遂げたので、室よしは髙輪藉に入籍、板敷公亹の三男性海を養子とし、前住円隆は再度善永寺住職を継職せざるを得なかった。
明治33年10月、長野県上高井郡綿内村善法寺次男、宇佐美智詇、髙輪よしと入籍結婚、善永寺副住職となり、明治40年頃第 17 世住職を継いだ。大正7年3月、智詇病篤く(胃癌)病床にて最後の写真 を撮影、12 日、明如上人御影御紐解法要、高輸性海副住職披露を勤修、さらに 「御佛の 光のうちに すむ身には こころにかかる くもりをもなし、いたつきの あるたびごとに 思ふかな 日々にちかづく 西の彼岸(かのきし)」 の二首の辞世を遺して3月 18 日往生を遂げた。
髙輪性海は第 18 世を継職したが、大正 12 年2月、病気の為退職。8月、智詇長女髙輪隆子と、京都市下京区今熊野光瀬寺片岡淳資との結納が取り交わされた。そこへ9月1日、関東大震災に罹り、当寺 本堂、庫裡すべて焼失、御尊様・重要書類等は武蔵野源正寺に避難、一時は巣鴨信行寺に避難した。テ ント生活、バラック生活を経、大正 13 年3月仮本堂庫裡の落成をみて、5月別院本堂にて結婚式を挙行、 善永寺第 19 世住職として髙輪淳資が継職、復興・移転・教線拡張の重責をになうこととなった。 

### 昭和時代
大震災後の復興に尽力し、善永寺は都心の教線を守ったが、東京の復興と人口の飛躍的増加は東京周辺地域の教線に不足を告げしむるものあり、築地にあっては、日本橋よりの魚河岸の移転と、区画整理による減分の高率による寺域の狭隘は、復興建設を不可能に陥らしめ、ここに移転の止むなきに至った。
昭和2年より移転の業を起し、昭和5年1月現在地(当時は荏原郡六郷町八幡塚字大沼と称す)に寺基を移した。境内地2000坪、当初の建物は二階建 46 坪の仮堂舍 であったが、(現在の光輪幼稚園の敷地)檀信徒各位の懇念により、昭和7年、現在地に木造の壮麗な本堂、 庫裡 150 坪の堂宇が落成した。境内地の一部を児童遊園に開放し、また青壮年層の精神修養の場として、 弓道場を開設、武徳会と提携して段級審査も施行していた。(善永寺弓道会)
昭和 20 年、太平洋戦争の激化と共に、寺族を南多摩郡七生村平山に疎開させ、住職、坊守、法嗣共共善永寺を守ったが、4月 15 日B 29 の空襲により輪奐の美を誇った堂舎も、またまた烏有に帰するに 至った。
防空壕に御本尊をお守り申し上げながら終戦を迎え、昭和 22 年築地の家作を売却して仮本堂、庫裡 を建築、寺院活動の基盤にあて、寺族それぞれ分担して教化活動に当った。
昭和 23 年、混乱期の少年少女に光を与えるために日曜学校を開設、組内七ケ寺協同して少年教化に当った。
昭和 24 年8月 31 日、光輪幼稚園を設立し、園児、母親の教化に当っている。卒園者既に9，000名を越え、佛教保育、特に真宗保育(まことの保育) に献身している。
昭和 41 年それまでの木造校舎を鉄筋コンクリートの園舎に建て替えの工事が行われ、4月に第1期工事が完成。続いて第2期工事が始まり 45 年4月完成。そして昭和 52 年4月第3期工事が完成し、現在の建物となった。その後、設置者が昭和 61 年4月学校法人善永学園光輪幼稚園となったが、建学の精神は変わらず今日に至っている。現在理事長園長は 21 世住職の髙輪真澄が務めている。
昭和 25 年7月、地域にボーイスカウト東京第 45 団を設立、住職髙輪淳資は団委員長、法嗣髙輪淳一 は副団委員長として同団の中心となり、青少年の教化指導に尽粋している。「佛と国とに誠をつくす」ボー イスカウト運動は、現代の青少年教化運動の雄である。日本連盟はその功労に報いるため、淳資、淳一、 真澄には鷹章を贈っている。昭和 53 年より名称を『大田4団』となり、現在まで活発にスカウト活動が繰り広げられている。
昭和 62 年5月、女の子にもスカウト活動をという願いから「ガールスカウト東京都第 209 団」が発団した。初代団委員長は髙輪義子、2代は髙輪智子がつとめている。昭和30年10 月、法嗣淳一の室として、麻布山善福寺 30 世麻布照海師の長女義子を迎えた。
明暦以来十指を数える火災・震災・風災、善永寺の寺史は罹災と復興の歴史でもあった。昭和 30 年、不燃の鉄筋コンクリート造り堂舎の建築が始められた。第一期工事は横浜市西区南軽井沢の大須賀喜三郎が請負い、本堂 65 坪がまず落成した。特に内陣の木組みの出組、折り上げ格天井小組みが、白木ではあるが美しい。 さらに昭和 42 年、第二期工事が格建築設計事務所の設計にかかり、当寺門徒、市川三郎兵衛氏の大五 組の施行によって着手され、昭和 44 年遂にその落成をみた。この建築は本堂を含めて総面積 580m2(175 坪)直線と列柱によって構成された近代建築であるが、天平期の和様建築、藤原期の寝殿造を彷彿とさせるところがある。本堂も内外陣とも完成され、ほぼ完全に荘厳も整えられた。
その後翌年 3 月にはそれまでのかまぼこ型の遊戯室を建て替え「太子ホール」が完成。舞台の中央に聖徳太子の童形像(南無仏太子像)を安置した。昭和 61 年には本堂の裏手に2階建ての客殿ならびに庫裡が完成した。また新時代を見据え、それまでの書院をロビーならびに寺務所に改装し、すべて土足のまま上がれるようになった。
昭和 53 年3月、19 世住職髙輪淳資が逝去し、20 世住職として髙輪淳一が就任した。 

### 平成から令和へ
平成の時代に入りまず特筆すべきは、 本願寺第 24 代即如門主の南組御巡教の行事寺院となり、御門主が善永寺においでになったことである。平成元年 12 月5日、組巡教の 行事の他に帰敬式(おかみそり)が行われ善永寺からも 49 名の方が受式された。 また平成 22 年 10 月には当時「新門」だった大谷光淳さま(現専如門主)の御巡回をいただいた。当時新門様は東京常住だったため、 各組の寺院を巡って浄土真宗の現状に触れる為であった。
20 世住職淳一は、お寺の基本となることから始めた。毎朝のお勤め、常例法座の開設、門前に掲示板の設置、門徒名簿の整理、墓地の拡充など多岐に及んだ。そのため多くの熱心なご門徒が誕生した。平成9年よ り 21 世住職髙輪真澄が善永寺を引きついだ。時代に即応すべくホームページの開設、毎月の寺報の発行、常例法座の維持を行った。また光輪幼稚園の理事長・園長、ボーイスカウト大田4 団の団委員長やその上部団体の役員などをしながら、みんなと共に歩む社会の実現のため活動している。また現在は武蔵野大学教育学部で「仏教保育論」を非常勤講師として講義している。 また本願寺派保育連盟理事長、公益社団日本仏教保育協会の副理事長をしている。
平成 26 年5月総代世話人会が開かれ、席上耐震診断の結果、本堂は基礎の松杭が見つからず、 鉄筋も腐食が予想され永く持たない。またホールはコンクリートの剥落が起こっており、改築の必要が報告され、本堂ならびに太子ホールの建築を進めることとなった。同年 10 月には建設奉賛会寄付を開始し、2月より一期工事として庫裏の解体と太子堂の建設。その落成後 28 年 10 月より第 2期工事として、太子ホール ・ 本堂の解体新築工事に着手。29 年 11 月6日上棟式。そして 30 年5 月8日に竣工した。その後本堂内 の荘厳工事があり、30 年 11 月内 陣が完成し、11 月 23 日御本尊を 仮本堂にしていた太子堂から本堂にお移しした。この度令和元年 11 月 23 日例年の報恩講に合わせ落慶法要ならびに創建750年、本派改宗400年、寺基移転90年の 記念法要を営むこととなった。

## 年表
| 西暦 | 元号 | 年 | 月  | 日 | 善永寺関係                                                  | その他       | 住職 | 門主 |
| 1202 | 建仁 | 2  |     |    | 善鸞生誕                                                    | 今井説       |      |      |
| 1249 | 建長 |    |     |    | 善永寺創建(建長年間1249-1256)                               | 善永         |      |      |
| 1286 | 弘安 | 9  | 3   | 6  | 善鸞逝去                                                    | 善永         |      |      |
| 1602 | 慶長 | 7  | 2   |    | 東本願寺創建                                                |              |      |      |
| 1602 | 慶長 | 7  |     |    | 准如、江戸入り 4月から10月か                                | 築地別院史   |      |      |
| 1602 | 慶長 | 7  | 4   | 20 | 善福寺釋堯海へ木仏許可。祐海を堯海に訂正している-築地別院史 | 木仏之留     |      |      |
| 1602 | 慶長 | 7  | 9   | 16 | 准如上人より木仏許可される。改宗                            | 木仏之留     | 浄宗 | 准如 |
| 1607 | 慶長 | 12 | 6   | 11 | 親鸞聖人無図之御影下賜される                                | 裏書き       |      | 准如 |
| 1608 | 慶長 | 13 |     |    | 善福寺祐海歿 浄宗が善海となり善福寺を継職                   | 教団資料     | 善教 |      |
| 1613 | 慶長 | 18 | 10  | 22 | 太子七高僧御影下賜される                                    | 裏書き       | 善教 | 准如 |
| 1617 | 元和 | 3  | 3   | 14 | 善海逝去63歳 長女は善永寺室                                 | 善永         |      |      |
| 1617 | 元和 | 3  |     |    | 善永寺浜町御坊へ移転                                        |              |      |      |
| 1633 | 寛永 | 10 | 10  | 28 | 准如上人御影下賜                                            | 裏書き       | 善教 | 良如 |
| 1657 | 明暦 | 3  | 1   | 18 | 明暦の大火で浜町御坊他善永寺も全焼 二世善教歿               |              |      |      |
| 1658 | 明暦 | 4  |     |    | 別院築地へ移転。善永寺も寺基移転                            | 築地別院史   | 教意 |      |
| 1659 | 万治 | 2  |     |    | 蓮如上人御影下賜                                            | 裏書き       |      | 良如 |
| 1663 | 寛文 | 3  |     |    | 西久保新田に善永寺下屋敷（源正寺）                          | 善永         |      |      |
| 1673 | 延宝 | 1  | 12  | 1  | 三世教意歿                                                  |              | 教空 |      |
| 1680 | 延宝 | 8  | 閏8 | 6  | 台風による津波で破損                                        | 築地別院史   |      |      |
| 1690 | 元禄 | 3  | 5   | 29 | 四世教空歿                                                  |              | 超周 |      |
| 1695 | 元禄 | 8  | 12  | 26 | 築地地中全焼                                                | 築地別院史   |      |      |
| 1696 | 元禄 | 9  | 1   |    | 地中地割改め                                                | 築地別院史   |      |      |
| 1699 | 元禄 | 12 | 4   | 20 | 五世超周歿                                                  |              | 教瑑 |      |
| 1703 | 元禄 | 16 |     |    | 地震                                                        | 築地別院史   |      |      |
| 1718 | 享保 | 3  | 5   | 1  | 築地地中全焼                                                | 築地別院史   |      |      |
| 1732 | 享保 | 17 |     |    | 寂如上人御影下賜                                            | 裏書き       | 教琢 | 住如 |
| 1733 | 享保 | 18 | 10  | 27 | 六世教琢歿                                                  |              | 教伝 |      |
| 1742 | 寛保 | 2  | 8   | 11 | 湛如上人御影下賜                                            | 裏書き       | 教伝 | 静如 |
| 1746 | 延享 | 3  |     |    | 大谷本廟へ墓石建立                                          | 過去帳       | 教伝 |      |
| 1752 | 宝暦 | 2  | 5   | 12 | 七世教伝歿                                                  |              | 教識 |      |
| 1776 | 安永 | 6  | 7   | 7  | 善永寺院家列座を許可される                                  | 善永         | 教識 |      |
| 1777 | 安永 | 7  | 4   | 11 | 八世教識歿 善永寺中興                                       |              | 乗識 |      |
| 1781 | 天明 | 1  | 5   | 25 | 九世乗識歿                                                  |              | 清識 |      |
| 1784 | 天明 | 4  | 12  | 26 | 本堂など全焼                                                | 築地別院史   |      |      |
| 1790 | 寛政 | 2  |     |    | 源正寺設立                                                  | 善永         |      |      |
| 1807 | 文化 | 4  | 6   | 17 | 善永寺へ内田小四郎仏室寄進。旧仏室は源正寺へ                | 過去帳       | 清識 |      |
| 1810 | 文化 | 7  | 3   | 6  | 高祖聖人550回忌勤修 3/6-8                                   | 過去帳       | 清識 |      |
| 1820 | 文政 | 3  | 4   | 15 | 嘉千代様御逝去。使僧として清識、老中へ。                    | 過去帳       | 清識 |      |
| 1818 | 文政 | 1  |     |    | 十世清識隠居 1824文政7.5.26歿                               |              | 英識 |      |
| 1826 | 文政 | 9  |     |    | 十一世英識隠居 1844弘化1.4.9歿                              |              | 鏡識 |      |
| 1829 | 文政 | 12 | 3   | 21 | 江戸大火で善永寺全焼。神田佐久間町より出火                  | 善永・過去帳 |      |      |
| 1829 | 文政 | 12 | 1   |    | 十二世鏡識歿                                                |              | 浄識 |      |
| 1834 | 天保 | 5  | 1   |    | 本堂書院落成                                                | 善永         |      |      |
| 1834 | 天保 | 5  | 2   | 10 | 本堂など全焼                                                | 善永         |      |      |
| 1844 | 弘化 | 1  | 5   | 7  | 十三世浄識歿                                                |              | 永識 |      |
| 1855 | 安政 | 2  | 10  | 2  | 安政の大地震 大破                                           | 善永         |      |      |
| 1856 | 安政 | 3  | 8   | 25 | 大暴風雨                                                    |              |      |      |
| 1862 | 文久 | 2  | 6   |    | 十四世永識歿                                                |              |      |      |
| 1869 | 明治 | 2  | 6   |    | 十五世髙輪圓隆入寺住職継職                                  |              | 圓隆 |      |
| 1872 | 明治 | 5  | 2   | 15 | 本堂など全焼                                                | 善永         |      |      |
| 1880 | 明治 | 13 | 9   | 13 | 善永寺女人教会設立                                          | 善永         |      |      |
| 1883 | 明治 | 16 | 10  | 25 | 明如上人より善永寺女人教会へ消息                            | 善永         |      |      |
| 1893 | 明治 | 26 | 9   | 7  | 築地別院など焼失 34年落慶法要                               | 築地別院史   |      |      |
| 1896 | 明治 | 29 | 6   | 11 | 十五世圓隆隠居 十六世に板敷倫雄                             |              | 倫雄 |      |
| 1900 | 明治 | 33 | 7   | 22 | 十六世倫雄歿 髙輪圓隆住職に再任                             |              | 圓隆 |      |
| 1907 | 明治 | 40 |     |    | 髙輪圓隆隠居 十七世に髙輪 智詇                              |              | 智詇 |      |
| 1910 | 明治 | 43 | 3   | 3  | 十五世圓隆歿                                                |              |      |      |
| 1918 | 大正 | 7  | 3   | 18 | 十七世智詇歿 十八世に髙輪性海                               |              | 性海 |      |
| 1924 | 大正 | 12 | 2   |    | 性海病気のため退職 13年6.15歿                               |              |      |      |

| 西暦 | 元号 | 年 | 月 | 日 | 善永寺関係                                                               | その他             |
| 1923 | 大正 | 12 | 8  |    | 片岡淳資と髙輪隆子結納                                                   |                    |
|      |      |    | 9  | 1  | 関東大震災                                                               |                    |
|      |      |    |    |    | 本堂、庫裡すべて消失                                                     |                    |
|      |      |    |    |    | ご本尊、重要書類は武蔵野源正寺へ避難                                     |                    |
|      |      |    |    |    | 巣鴨信行寺に避難し、その後テント生活バラック生活                         |                    |
| 1924 | 大正 | 13 | 3  |    | 仮本堂、庫裡落成。                                                       |                    |
|      |      |    | 5  |    | １９世住職高輪淳資、結婚，継職                                           | 淳資               |
| 1927 | 昭和 | 2  |    |    | 移転準備                                                                 |                    |
| 1928 | 昭和 | 3  | 1  | 22 | 昭和3年1月22日ご本尊遷御【過去帳】                                       |                    |
|      |      | 5  | 1  |    | 荏原郡六郷村八幡塚字大沼へ寺基移転                                       |                    |
|      |      |    |    |    | 境内地2000坪、二階建て仮堂舎４６坪 現幼稚園の場所                        |                    |
|      |      |    |    |    | 昭和5年10月庫裏建築着手。6年11月竣工【過去帳】                           |                    |
| 1932 | 昭和 | 7  |    |    | 現在地へ木造本堂庫裡１５０坪落成                                         | 昭和戦前期建築事業 |
|      |      |    |    |    | 境内地一部を児童遊園。弓道場開設                                         |                    |
|      |      |    |    |    | 庫裏改築総坪137坪                                                        |                    |
| 1945 | 昭和 | 20 | 4  | 15 | 空襲により全焼                                                           |                    |
| 1947 | 昭和 | 22 |    |    | 仮本堂、庫裡を建設                                                       |                    |
| 1948 | 昭和 | 23 |    |    | 日曜学校を開設                                                           |                    |
| 1949 | 昭和 | 24 | 8  | 31 | 光輪幼稚園設立                                                           |                    |
| 1950 | 昭和 | 25 | 7  |    | ボーイスカウト東京第４５団設立                                           |                    |
| 1955 | 昭和 | 30 | 10 |    | 鉄筋コンクリート造本堂６５坪完成ー第１期工事                             | 昭和復興建築事業   |
| 1955 | 昭和 | 30 | 10 |    | 髙輪淳一結婚                                                             |                    |
|      |      |    |    |    |                                                                          |                    |
| 1966 | 昭和 | 41 | 4  |    | 幼稚園園舎一期工事完成                                                   | 幼稚園昭和建築事業 |
| 1967 | 昭和 | 42 |    |    | 第２期工事着手                                                           |                    |
| 1969 | 昭和 | 44 |    |    | 第２期工事完成 本堂庫裡                                                  |                    |
| 1969 | 昭和 | 44 | 10 | 26 | 宗祖700回大遠忌・本堂庫裏落成慶讃法要勤修                                |                    |
| 1970 | 昭和 | 45 | 3  |    | 太子ホール完成                                                           |                    |
| 1970 | 昭和 | 45 | 4  |    | 幼稚園園舎2期工事完成                                                    |                    |
| 1977 | 昭和 | 52 | 4  |    | 幼稚園園舎3期工事完成                                                    |                    |
| 1978 | 昭和 | 53 | 3  | 3  | １９世住職高輪淳資死去 ２０世高輪淳一住職継職                            | 淳一               |
| 1985 | 昭和 | 60 | 2  |    | 幼稚園車庫二棟完成                                                       |                    |
| 1986 | 昭和 | 61 | 4  |    | ２階建客殿完成                                                           |                    |
| 1986 | 昭和 | 61 | 4  |    | 学校法人善永学園設立、宗法善永寺より光輪幼稚園を移管                     |                    |
|      |      |    |    |    |                                                                          |                    |
| 1987 | 昭和 | 62 |    |    | ガールスカウト東京都第209団設立                                          |                    |
| 1989 | 平成 | 1  | 12 | 5  | 第24代即如門主御巡教                                                     |                    |
|      |      |    |    |    |                                                                          |                    |
| 1997 | 平成 | 9  | 11 | 23 | ２１世住職高輪真澄 継職法要                                              | 真澄               |
| 1997 | 平成 | 9  | 12 | 3  | ２０世高輪淳一 死去                                                      |                    |
| 2010 | 平成 | 22 | 10 | 28 | 大谷光淳新門（専如現門主）御巡回                                         |                    |
| 2010 | 平成 | 22 | 11 | 23 | 善永寺親鸞聖人750回大遠忌法要を勤修                                      |                    |
| 2014 | 平成 | 26 | 5  |    | 総代世話人会で建築計画を決議                                             | 平成建築事業       |
| 2014 | 平成 | 26 | 10 |    | 建設奉賛会寄付開始                                                       |                    |
| 2015 | 平成 | 27 | 2  | 16 | 第1期工事開始 書院改修、庫裡解体、太子堂ホール建築                       |                    |
| 2015 | 平成 | 27 | 8  | 31 | 太子堂 起工式                                                            |                    |
| 2016 | 平成 | 28 | 9  | 4  | 太子堂 竣工式                                                            |                    |
| 2016 | 平成 | 28 | 10 | 1  | 第2期工事開始 ホール解体本堂ロビー解体新築                               |                    |
| 2017 | 平成 | 29 | 1  | 19 | 本堂 起工式                                                              |                    |
| 2017 | 平成 | 29 | 11 | 6  | 本堂 上棟式                                                              |                    |
| 2018 | 平成 | 30 | 5  | 8  | 本堂 竣工式                                                              |                    |
| 2018 | 平成 | 30 | 11 | 23 | 内陣完成 本尊遷座法要                                                    |                    |
| 2019 | 令和 | 1  | 11 | 23 | 本堂･太子堂落成慶讃法要 創建750年 本派改宗400年 寺基移転90年記念法要勤修 |                    |

## 交通アクセス
- 糀谷駅より徒歩9分（経路案内）。
- 蒲田駅東口３番バス乗り場乗車、出雲小学校前下車徒歩１分。